# Branislav Milićević
Branislav Milićević (Zemun, 3. travnja 1946.), poznatiji kao Branko Kockica, čuveni je srbijanski glumac i voditelj TV-emisija za djecu.

## Kocka, kocka, kockica
Jedan od najpoznatijih radova Milićevića je Kocka, kocka, kockica, program za djecu koji se snimao od 1974. do 1993. godine, pa zatim ponovno od 2006. godine. U programu sudjeluje Milićević, koji s grupom djece predškolskog uzrasta istražuje čovjekovo okruženje i svakodnevnicu, ali i kako se lijepo ponašati i biti dobar prijatelj. 
Emisija je karakteristična po svom žargonu i uzrečicama. Na primjer, Milićević se uvijek obraća djeci s "(idemo) drugari", a kolektivni uzvik im je "tatata-ti-ra".
U emisiji ga se često moglo vidjeti kako djeci svira gitaru i kako s njima pjeva pjesmice. Najpoznatija od pjesama je "U svetu postoji jedno carstvo".

## »Pozorištance Puž«
Pozorištance Puž je kazalište za djecu. Osnovano je 1977. godine kao Putno Pozorištance Puž, a njihova prva predstava, "Brankov urnebes", imala je svoje prvo gostovanje u Zenici. Kazalište se danas nalazi u Beogradu.

## Trivija
Branko Milićević je bio i neovisni kandidat na beogradskoj općini Vračar za zastupnika u Narodnoj skupštini Republike Srbije (nije izabran).

## Vanjske poveznice
- Branko Kockica  Arhivirana inačica izvorne stranice od 24. listopada 2018. (Wayback Machine)
- Pozorištance Puž
- Branko Milićević u internetskoj bazi filmova IMDb-u (engl.)